# 36 Ursae Majoris
36 Ursae Majoris è una stella di classe spettrale F8-V, distante 41,7 anni luce dal Sistema solare.

## Osservazione
La sua posizione è fortemente boreale e ciò comporta che la stella sia osservabile prevalentemente dall'emisfero boreale, dove si presenta circumpolare anche da gran parte delle regioni temperate; dall'emisfero australe la sua visibilità è invece limitata alle regioni temperate inferiori e alla fascia tropicale. La sua magnitudine. pari a +4,82, fa sì che possa essere scorta solo con un cielo sufficientemente libero dagli effetti dell'inquinamento luminoso.
Il periodo migliore per la sua osservazione nel cielo serale ricade nei mesi compresi fra febbraio e giugno; nell'emisfero nord è visibile anche per buona parte dell'estate, grazie alla declinazione boreale della stella, mentre nell'emisfero sud può essere osservata in particolare durante i mesi autunnali australi.

## Caratteristiche fisiche
Ha il 20% in più di massa rispetto al Sole e un raggio del 20% maggiore. Presenta una luminosità che è 1,7 volte quella solare; la sua età è stimata essere di circa 2,7 - 3,39 miliardi di anni (quindi molto più giovane del Sole), con un valore di metallicità inferiore a quello solare (dal 66% all'83%).
36 Ursae Majoris forma un sistema binario con Gliese 394 (HD 237903), una nana arancione di classe spettrale K7V, che possiede caratteristiche simili a Groombridge 1618, una debole stella con il 6% della luminosità solare e una massa di 0,69 masse solari.
Visivamente, Gliese 394 a 123 secondi d'arco da 36 Ursae Majoris, e la separazione reale tra le due stelle è di circa 2043 UA.
Possiede anche una terza compagna di tipo spettrale K2V, situata a 49000 UA, ma sembra più che altro una binaria ottica e, molto probabilmente, non è legata al sistema.

## Pianeti extrasolari?
Uno studio segnalava la possibile presenza di una nana bruna di circa 70 masse gioviane in un'orbita altamente eccentrica (e=0,8) con un periodo orbitale di 18 anni posta ad una distanza di circa 7 UA. Successivamente si sono ipotizzate altre possibili compagne nane brune (tra le 14 e le 70 masse gioviane) situate tra le 4 e le 14 unità astronomiche. Tuttavia ad oggi non si è avuta nessuna conferma sulla presenza di simili oggetti substellari e le analisi delle velocità radiali sono tuttora in corso.